# Habenaria coultousii
Habenaria coultousii là một loài thực vật có hoa trong họ Lan. Loài này được Barretto mô tả khoa học đầu tiên năm 1981.